# Ford Crown Victoria Police Interceptor
La Ford Crown Victoria Police Interceptor (o P71) è la versione della Ford Crown Victoria fornita per il mercato delle auto di servizio delle forze di Polizia negli Stati Uniti d'America. Benché la denominazione definitiva di Crown Victoria P71 sia stata attribuita solo nel 1993, la Ford produsse lo stesso modello Full-Size dal 1979, allora denominata Ford LTD, rinominata Ford LTD Crown Victoria nel 1983 e prodotta fino al 1991 con lievi modifiche estetiche, e infine denominata Ford Crown Victoria nel 1992 con un moderno restyling che la distaccava completamente dalle versioni precedenti, dando così vita alla "Crown Victoria" come modello, rimasto in produzione fino al 2011.

## Il contesto

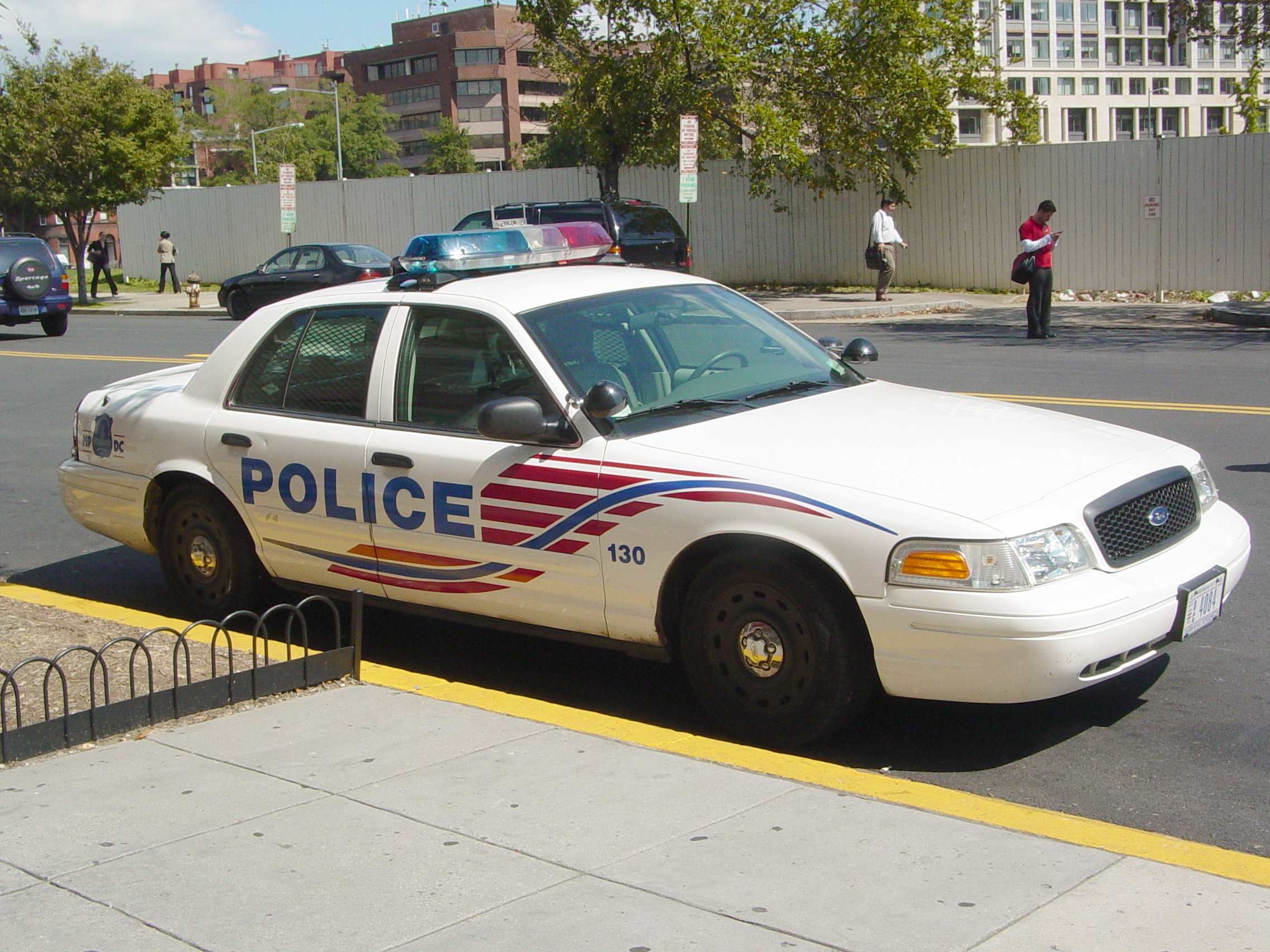
Crown Victoria del Metropolitan Police Department

La Crown Victoria P71 è un modello non presente sul mercato civile americano, essendo riservata ai soli dipartimenti di Polizia. Il modello esce completo di Police Package dagli stabilimenti Ford di St. Thomas, nell'Ontario, dotato di motore 4.6 V8 potenziato da 250 cavalli (186 kw), sospensioni e ammortizzatori rinforzati per sopportare l'utilizzo in situazioni estreme, faretto di posizione sui montanti delle portiere anteriori e rostri oltre il paraurti anteriore.
Il costo medio di produzione (a seconda degli optional richiesti) oscilla tra i 22.000 $ della versione base ai 29.000 $ di quella più accessoriata. Benché il modello non sia disponibile per i privati, è possibile comunque acquistare una Crown Victoria P71 usata o scartata all'acquisto (magari per un difetto che ne rende impossibile l'utilizzo per la Polizia) attraverso rivenditori di auto usate, aste della Polizia o siti di vendita online.
Oltre che per i dipartimenti di Polizia, la Crown Victoria è disponibile anche per le compagnie di taxi americani.

## Design

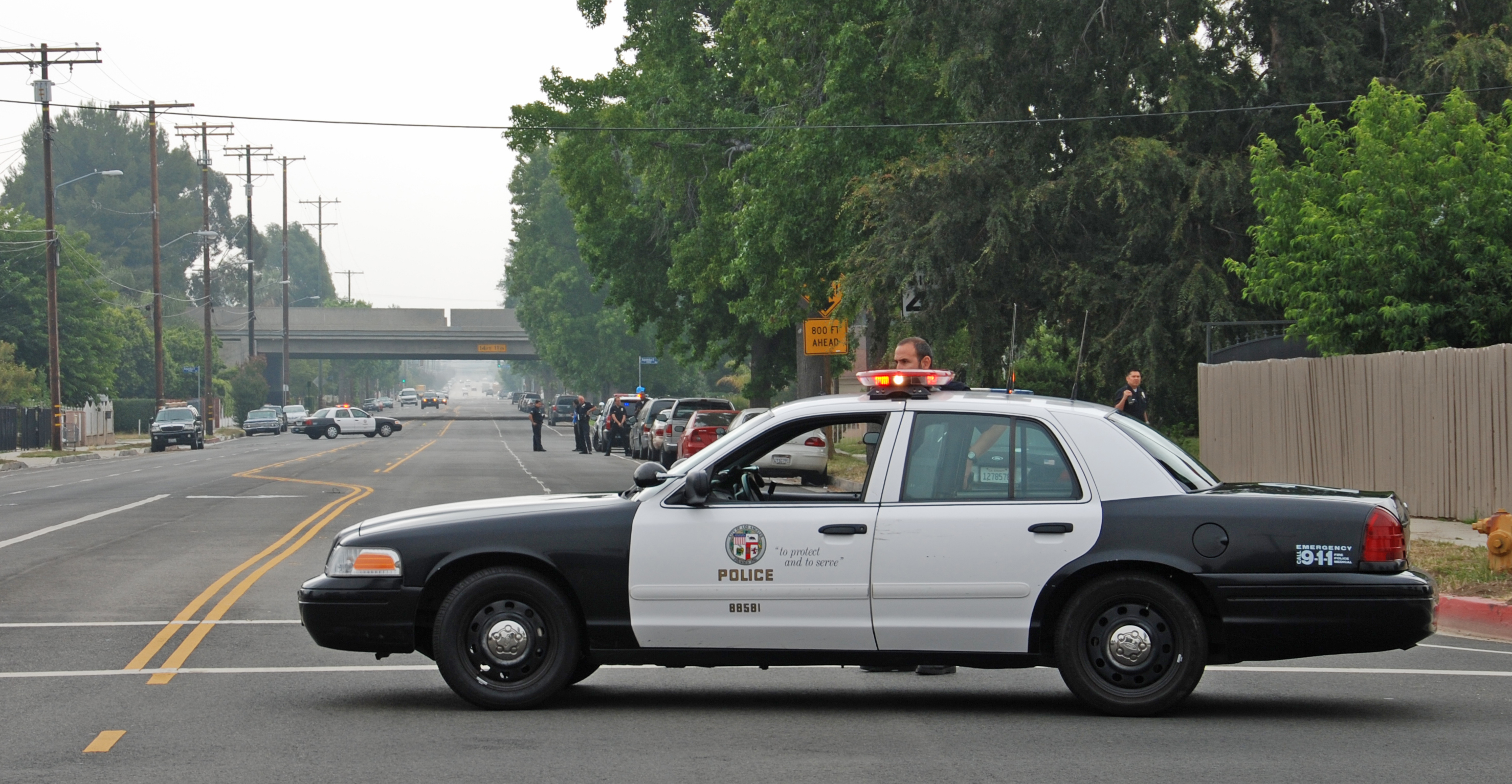
Ford Crown Victoria del Los Angeles Police Department, con la nota livrea bianca e nera

Il design più noto della Crown Victoria è certamente quello che è rimasto pressoché immutato dopo il restyling del 1998, modello che è tutt'oggi in produzione e che è stato prodotto in numero molto consistente. Dopo l'uscita di scena della rivale Chevrolet Caprice 9C1 nel '96, nessuna casa automobilistica a parte la Ford, ha più prodotto una "full size" di generose dimensioni come la Crown Victoria (escludendo le cugine Lincoln e Mercury, che sono però basate sullo stesso pianale e quindi direttamente imparentate) lasciando campo libero al monopolio della Vic nel mercato delle grosse berline americane.
La Caprice, inoltre, era l'unica rivale nel settore delle autopattuglie della polizia, dotata di un potente motore 5.7 V8 da circa 260 cavalli e ritenuta anche più valida rispetto alla Crown Vic per un certo tempo. Con la fine delle rivali, i parchi macchine della polizia statunitense sono stati riforniti quasi esclusivamente di Crown Victoria, con timidi interventi da parte della General Motors con la Chevrolet Lumina (a trazione anteriore e molto più piccola) e con la sostanzialmente fortunata Chevrolet Impala 9C1 (dotata di motore 3,8 litri V6) che è tutt'oggi l'unica plausibile rivale della Crown Vic.
La struttura del veicolo è definita in inglese "body-on-frame", ossia con telaio che sorregge il motore anziché moderna scocca autoportante. Questa è una caratteristica di enorme vantaggio per questo veicolo che, essendo usato nelle frequenti manovre di speronamento della polizia, è molto più duttile ed economico nelle riparazioni. Questa caratteristica è sempre stata di primaria importanza per la Crown Vic, che è una tra le pochissime auto ad avere ancora questa soluzione tecnica.
Il motore è un 4,6 litri V8 da 250 cavalli, abbinato ad un cambio automatico a 4 rapporti che le permette prestazioni di tutto rispetto. La velocità massima tarata dal tachimetro è di circa 140 miglia orarie (225 chilometri orari) e ha un'accelerazione da 0 a 60 miglia orarie (96,6 km/h) in circa 8,7 secondi. Nonostante la mole e le dimensioni notevoli (il peso è di oltre 1800 chilogrammi, la lunghezza di 5,38 metri e l'interasse di 2,91), la Crown Victoria è agile e scattante e permette alle forze di pubblica sicurezza americane inseguimenti ad alte prestazioni.

## Cultura di massa

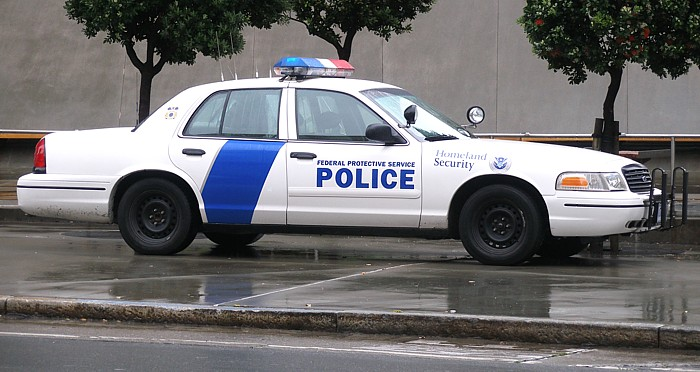
Crown Victoria della US Federal Protective Service

Negli Stati Uniti la parola Crown Victoria ha un valore molto profondo e radicato ormai nella cultura popolare. In primis, certamente citare il suo nome può far venire in mente la polizia, ma anche taxi, che in una grande metropoli come New York sono prevalentemente Crown Victoria e vengono spesso riprese in foto o in film. Proprio in quest'ultimo settore, la Crown Victoria ha certamente ottenuto i risultati migliori. È difatti uno dei veicoli più usati in assoluto nei film di produzione hollywoodiana.

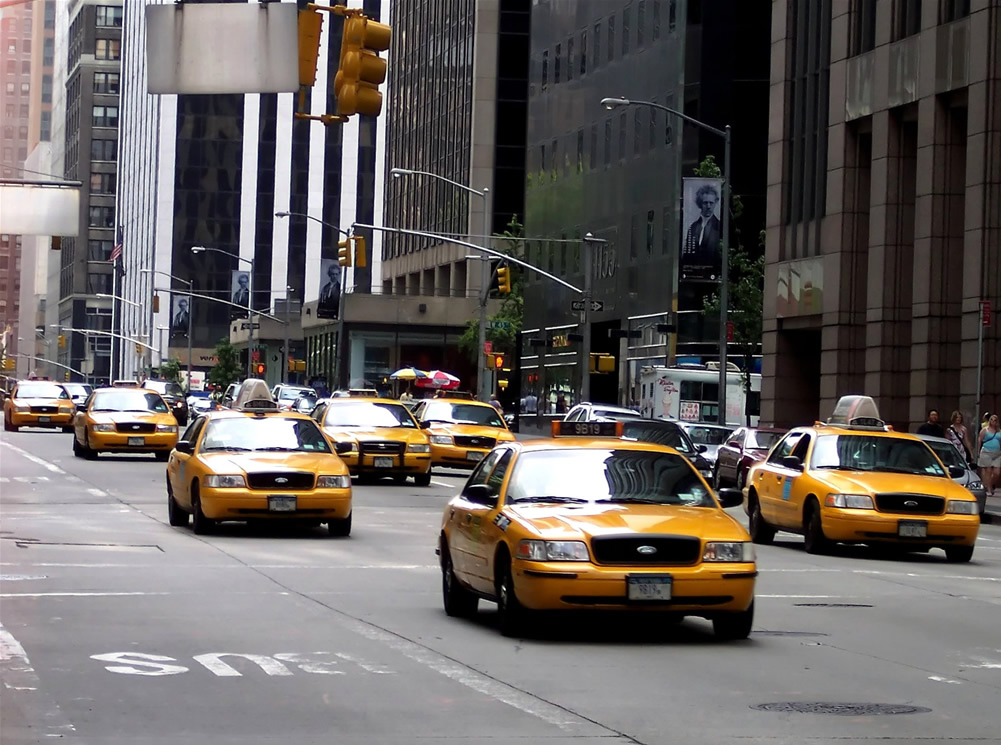
Taxi newyorkesi

Le rappresentazioni più note fanno quasi sempre riferimento alla P71 della Polizia, ma anche i taxi si sono ritagliati qualche parte da protagonista nel corso della storia cinematografica. I modellini di questo veicolo sono tra i più presenti su Ebay, nonché anche tra i più prodotti, e sono disponibili nelle versioni taxi e con tutte le livree della polizia possibili, se non che vengono anche personalizzate partendo da modelli bianchi o senza scritte per realizzare la riproduzione del proprio dipartimento di polizia preferito. La livrea bianca e nera della California Highway Patrol è certamente tra le più note, e un numero molto rilevante di dipartimenti di polizia l'adotta fedelmente da molti anni, creando un'icona della cultura contemporanea che è conosciuta in tutto il mondo come i colori della Polizia per eccellenza. La Crown Victoria è inoltre utilizzata anche dal dipartimento di polizia di Mosca, che ne apprezza le doti di robustezza e di imponenza per mantenere l'ordine nella capitale russa, a conferma della fama della Crown Vic che ha conquistato anche un terreno solitamente poco incline ai prodotti statunitensi.

## Futuro

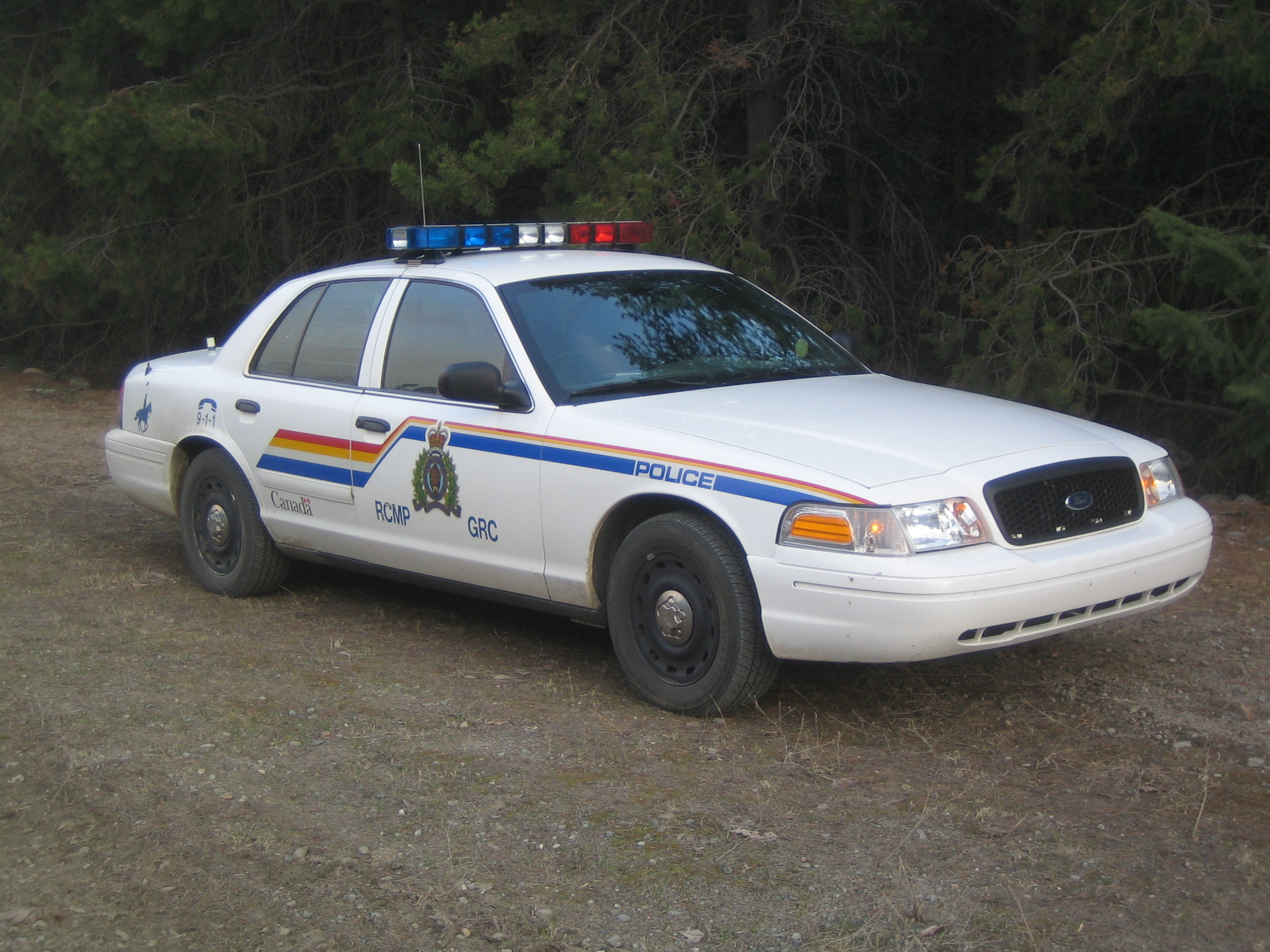
Crown Victoria della Royal Canadian Mounted Police

Gli ordini per le Crown Victoria sono cessati alla prima metà del 2011. Parecchi dipartimenti di polizia hanno dimostrato il loro malcontento nei confronti della scelta di ritirare dal mercato l'auto della polizia più usata nella storia. A conferma di questo, alcuni dipartimenti di polizia hanno fatto scorta delle ultime Crown Victoria in vendita prima che non venissero più accettati ordini. La Ford sostituirà il modello con la nuova Ford Taurus Police Interceptor, basata sulla Ford Taurus 2012. La scelta non è stata particolarmente apprezzata da alcuni dipartimenti, come quello di London (in Canada) che considera la Crown Vic più vantaggiosa della Taurus perché facilmente convertibile a propano. Il comune ha per questo ordinato 50 Crown Victoria prima che fossero ritirati gli ordini per un totale di 1,75 milioni di dollari.

## La Ford Crown Victoria Police Interceptor nei media

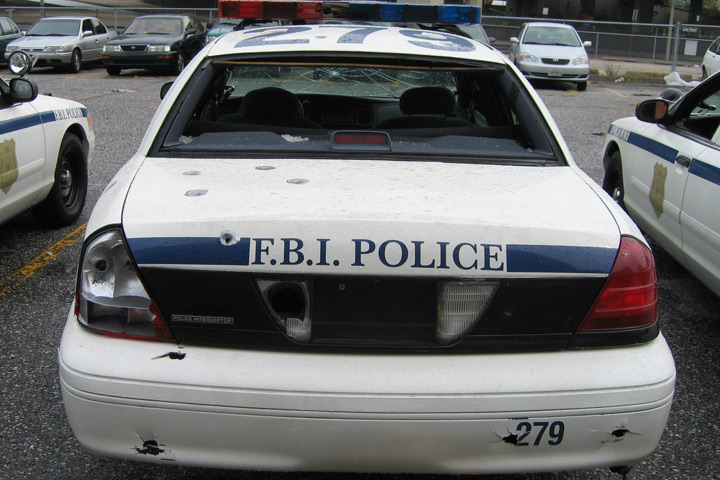
Ford Crown Victoria utilizzata per le riprese di Die Hard - Vivere o morire

- In ambito cinematografico, la vettura compare nei film:
  - Blues Brothers - Il mito continua; in sostituzione della precedente Dodge Monaco sedan del '74, il protagonista Elwood Blues (Dan Aykroyd) acquista una Ford LTD Crown Victoria del '90 con livrea bianca e nera. Come la prima "Bluesmobile", anche questa è in grado di eseguire acrobazie formidabili. Al tempo stesso, anche buona parte delle pattuglie che li inseguono sono Crown Victoria, modelli dal '92 al '97 in particolare.
  - New York Taxi; nel remake del film francese Taxxi, la protagonista (interpretata da Queen Latifah) guida un Taxi Crown Victoria a New York, che ha la possibilità di modificare con un apposito comando e trasformare in una versione da corsa.
  - Die Hard - Vivere o morire; Nel 4º film della saga di John McClane, il protagonista usa una Ford Crown Victoria del dipartimento dell'FBI di Washington bianca con strisce azzurre in una pirotecnica scena d'inseguimento, e conclude la spettacolare sequenza lanciando l'auto contro un elicottero. Inoltre, nelle prime scene del film, John McClane utilizza un'altra Crown Vic nera "under-cover" da detective, con la quale scappa all'attacco di alcuni sicari insieme con il co-protagonista.
  - Men in Black; i due agenti J e K, nel primo film degli "Uomini in nero", hanno a disposizione un Ford LTD Crown Victoria dell'87 che si presenta a prima vista come una comune auto civetta, ma che in realtà è in grado di trasformarsi in una sorta di razzo per volare e superare gli ostacoli. In alcune scene, senza che la macchina si trasformi, è comunque capace di accelerazioni rapide, incollando il personaggio di J al sedile ogni qualvolta K acceleri.
  - Collateral; il protagonista Max (Jamie Foxx) lavora a Los Angeles guidando una Crown Victoria '95 versione taxi con la quale accompagna il sicario Vincent (Tom Cruise) nel compimento dei suoi omicidi. Nel pezzo finale, Max decide di liberarsi di Vincent lanciandosi in una folle corsa a tutta velocità sulle strade cittadine e completa l'opera facendo capottare la Crown Vic e distruggendola quasi completamente.
  - New Adam-12; nella serie televisiva spin-off degli anni '90, i protagonisti utilizzano una Ford LTD Crown Victoria, che compare anche nella sigla iniziale con una serie di riprese ad alta velocità e in quella finale con inquadratura fissa.
  - By the Way; nel videoclip dei Red Hot Chili Peppers, il cantante Anthony Kiedis sale su una Crown Victoria '93 taxi guidata da uno squilibrato che comincia a fare evoluzioni e azioni spericolate, dalla quale per fuggire spacca alla fine il finestrino posteriore e salta fuori.
  - Sabotage; nel video dei Beastie Boys, dove impersonano dei poliziotti come in una serie televisiva, utilizzano una Ford LTD Crown Victoria '86 compiendo alcune manovre limite e giusto qualche evoluzione.
  - Chuck; una Crown Victoria è l'auto di John Casey.
  - Southland; sono state utilizzate diverse CVPI durante le riprese.
  - Third Watch; nella serie televisiva sono state utilizzate diverse Crown Victoria del NYPD.
  - The Closer; le Crown Vic appaiono puntualmente in ogni episodio della serie, altrettante volte appaiono le Crown Vic Unmarked del LAPD.
  - Impatto imminente del 1993 con Bruce Willis, L'antagonista Robert Pastorelli guida una Ford LTD Crown Victoria dell'85 di colore blu notte nell'inseguimento all'inizio del film, compiendo salti e acrobazie.
  - Crown Vic del 2019 di Joel Souza è incentrato sul turno notturno di due agenti del LAPD interpretati da Thomas Jane e Luke Kleintank i quali pattugliano le strade a bordo di una Ford Crown Victoria P71 del 2009.
  - Cop Car del 2015, interpretato da Kevin Bacon, ha come protagonisti due bambini che si appropriano di una Crown Victoria P71.